# Katrin Schmieder
Katrin Schmieder (geboren 1968 in Garstedt als Katrin Feldmann) ist eine deutsche Betriebswirtin und Verwaltungsfachfrau. Seit Januar 2024 ist sie Oberbürgermeisterin von Norderstedt.

## Leben
Schmieder ist in Norderstedt aufgewachsen und absolvierte nach dem Abitur eine Ausbildung als Krankenschwester in Bad Segeberg. Danach studierte sie Betriebswirtschaft mit Schwerpunkt Gesundheitswesen.
Sie arbeitete 26 Jahre in der Verwaltung der DAK-Gesundheit auch in Führungspositionen. Nebenher engagierte sie sich ehrenamtlich im Gesundheitsausschuss der Handelskammer und als ehrenamtliche Richterin am Sozialgericht Hamburg.
Sie war fünf Jahre Mitglied der Stadtvertretung Norderstedt.
2021 wurde Schmieder in die Stadtverwaltung und zur zweiten Stadträtin gewählt. Sie verantwortete das Sozialdezernat und war damit für die Bereiche Jugend, Schule, Sport, Integration, Inklusion und Kultur zuständig.
Schmieder ist seit 2011 Mitglied bei Bündnis 90/Die Grünen.
Zur Wahl für das Oberbürgermeisteramt im Oktober 2023 trat Schmieder als unabhängige Kandidatin an. Sie erhielt etwa 37 % der Stimmen im ersten Wahlgang; die Vorgängerin im Amt, Elke Christina Roeder (SPD), erreichte nur 28 % der Stimmen. Schmieder trat daraufhin am 5. November 2023 zur Stichwahl gegen den Zweitplatzierten Robert Hille (CDU) an und setzte sich mit 56,3 % durch. Sie leitet seit dem 1. Januar 2024 die Stadtverwaltung von Norderstedt mit ca. 1.400 Beschäftigten der Stadt und ca. 1.000 Beschäftigten in den städtischen Gesellschaften.
Schmieder ist verheiratet und hat mit ihrem Partner zusammen fünf Söhne.